# Солтановский, Иван Дмитриевич
Иван Дмитриевич Солтановский (род. 6 апреля 1955, Ленинград) — российский дипломат. Чрезвычайный и полномочный посол (2016).

## Биография
Окончил Московский государственный институт международных отношений (МГИМО) МИД СССР (1977) и Дипломатическую академию МИД СССР (1990). Кандидат исторических наук. Владеет урду, английским, французским и немецким языками. На дипломатической работе с 1977 года.
- В 1977—1993 годах — сотрудник Департамента Южной Азии МИД СССР, генеральных консульств и посольств СССР и России в Пакистане и Индии.
- В 1993—1996 годах — советник Департамента по вопросам безопасности и разоружения МИД России.
- В 1996—2000 годах — советник Постоянного представительства России при ОБСЕ.
- В 2000—2003 годах — начальник отдела, заместитель директора Департамента по вопросам безопасности и разоружения МИД России.
- В 2003—2009 годах — заместитель постоянного представителя России при НАТО в Брюсселе.
- В 2009—2011 годах — заместитель директора Департамента общеевропейского сотрудничества МИД России.
- В 2011—2015 годах — директор Департамента общеевропейского сотрудничества МИД России.
- С 1 октября 2015 по 22 ноября 2022 года — постоянный представитель Российской Федерации при Совете Европы[1][2].
- С 16 мая 2023 года — чрезвычайный и полномочный посол Российской Федерации в Ватикане[3].
- С 23 мая 2023 года — представитель Российской Федерации при Мальтийском Ордене по совместительству[4].

## Дипломатический ранг
- Чрезвычайный и полномочный посланник 2 класса (6 июня 2005)[5].
- Чрезвычайный и полномочный посланник 1 класса (31 июля 2008)[6].
- Чрезвычайный и полномочный посол (17 октября 2016)[7].

## Награды
- Орден Александра Невского (30 мая 2025) — за большой вклад в реализацию внешнеполитического курса Российской Федерации и многолетнюю добросовестную дипломатическую службу[8].
- Орден Почёта (20 июля 2020) — за большой вклад в реализацию внешнеполитического курса Российской Федерации и многолетнюю дипломатическую службу[9].
- Орден Дружбы (18 августа 2009) — За большой вклад в реализацию внешнеполитического курса Российской Федерации и многолетнюю дипломатическую службу[10]
- Медаль ордена «За заслуги перед Отечеством» II степени (9 апреля 1996) — За заслуги перед государством, большой вклад в разработку и создание многоцелевого орбитального пилотируемого комплекса «Мир»[11]
- Знак отличия «За безупречную службу» XXX лет (25 мая 2015) — За большой вклад в реализацию внешнеполитического курса Российской Федерации и многолетнюю добросовестную работу[12]

## Семья
Женат, имеет дочь.